# 伊谷原一
伊谷 原一（いだに げんいち、1957年 - ）は、日本の霊長類学者、人類学者。京都大学名誉教授、京都大学野生動物研究センター長・特任教授。理学博士（京都大学）。霊長類学・ワイルドライフサイエンス・リーディング大学院プログラムコーディネーター 、野生動物研究センター 熊本サンクチュアリ所長、大型類人猿情報ネットワーク (GAIN) 事業代表者 、公益財団法人日本モンキーセンター 所長・附属動物園長（2025年3月まで）、京都市動物園学術顧問。

## 経歴
1957年、愛知県犬山市に生まれる。酪農学園大学大学院酪農学研究科修了、農学修士。
1992年より京都市にある複数の大学（同志社女子大学・同志社大学・立命館大学）で講師を務めた後、1996年より林原自然科学博物館に準備段階からスタッフとして参加。林原自然科学博物館では1999年に人類学研究部長、また林原生物化学研究所では2002年より類人猿研究センター長を務めた。
2007年より三和化学研究所チンパンジー・サンクチュアリ宇土初代所長を務めるとともに、京都大学霊長類研究所福祉長寿研究部門に客員教授として勤務し、2008年より京都大学野生動物研究センター教授、初代野生動物研究センター長。2012年より京都水族館エクゼクティブ・アドバイザー。2014年より日本モンキーセンター常任理事/園長/事務局長。2016年より京都市動物園学術顧問。2020年より日本モンキーセンター所長・附属動物園長。2021年より京都大学野生動物研究センター長。2023年京都大学野生動物研究センター長に再選、京都大学野生動物研究センター特任教授、京都大学名誉教授。

## 人物
人間に興味を持ち、より深く理解するために霊長類の研究を始めた。

## 家族・親族
- 父：伊谷純一郎も霊長類学者[5]。

## 著書
- 『動物行動図説 家畜・伴侶動物・展示動物』佐藤衆介,近藤誠司,田中智夫, 楠瀬良,森裕司共編. 朝倉書店, 2011.9
- 伊谷純一郎『人類発祥の地を求めて 最後のアフリカ行』編 (岩波現代全書 岩波書店, 2014.7
- 『ヒトはどこからきたのか サバンナと森の類人猿から』三砂ちづる共著. 亜紀書房, 2023.4